# Mariano Bucio
Mariano Bucio Ramírez (2 de noviembre de 1942) es un jinete mexicano que compitió en la modalidad de concurso completo. Ganó una medalla de bronce en los Juegos Panamericanos de 1975, en la prueba por equipos.

## Palmarés internacional
| Juegos Panamericanos | Juegos Panamericanos      | Juegos Panamericanos | Juegos Panamericanos |
| Año                  | Lugar                     | Medalla              | Categoría            |
| -------------------- | ------------------------- | -------------------- | -------------------- |
| 1975                 | Ciudad de México (México) | Medalla de bronce    | Por equipos          |